# Megalograptus
Megalograptus és un gènere d'euriptèrides que va viure en el període Ordovicià.

## Morfologia
Estava relacionat amb Mixopterus i de fet era bastant semblant. Tenia un parell d'apèndixs amb pinces (encara que a diferència dels escorpins actuals eren com una base amb pues), la cua semblava una forquilla encara que plana per remar en l'aigua, no posseïa un agulló, a diferència dels escorpins actuals, tenia un parell d'ulls composts; posseïa un parell de quelícers semblants a les tenalles, també amb pues.

## Biota
Va viure en els esculls de coral, en els quals hi havia gran varietat de crinoïdeus, esponges de mar, ammonites i altres nautiloïdeus com Cameroceras (el seu depredador), trilobits i altres euriptèrides com Eurypterus. Sortia a les costes properes per fresar.